# Malayatelura ponerophila
Malayatelura ponerophila  (лат.) — вид мирмекофильных щетинохвосток из семейства николетиды (Nicoletiidae). Эндемик Малайзии. Обнаружен в кочевых колоннах муравьёв рода Leptogenys (Ponerinae). Имя нового вида M. ponerophila образовано от названия подсемейства понерины, к которому относится муравей-хозяин. Мелким щетинохвосткам удаётся избегать атак хищных муравьёв и маскироваться с помощью кутикулярных углеводородов (cuticular hydrocarbons, CHCs), сходных по составу с запахом этих общественных насекомых. В ходе экспериментов чешуйниц отделяли от муравьёв на несколько дней. После этого агрессивные действия (атаки и схватывания мандибулами) рабочих Leptogenys distinguenda к Malayatelura ponerophila было в 5 раз чаще, чем до этого. Чешуйницы не продуцируют самостоятельно ни одного из 70 найденных у муравьёв поверхностных углеводородов. С помощью радиоактивных изотопов было доказано, что они их приобретают, подолгу находясь в близком контакте с молодыми муравьями.